# 克劳斯-于尔根·格林克
克劳斯-于尔根·格林克（德語：Klaus-Jürgen Grünke，1951年3月30日—），德国男子自行车运动员。他曾代表东德参加1976年夏季奥林匹克运动会自行车比赛，获得男子1公里计时赛金牌。